# ロンダ・シービンガー
ロンダ・シービンガー（Londa Schiebinger, 1952年5月13日-）は、アメリカ合衆国の女性科学史家であり、科学技術史におけるジェンダー研究の第一人者である。
スタンフォード大学歴史学科ジョン・L・ハインズ科学史教授。アメリカ芸術科学アカデミー会員。「科学、医学、工学、環境学分野にお けるジェンダード・イノベーション」プロジェクト創設者。

## 経歴
1984年、ハーバード大学で博士号を取得（歴史学）。1988年からペンシルヴァニア州立大学の助教授、のち歴史学および女性学の教授となる。1995年度まで同大学の「科学と工学における女性研究所」初代所長を務める。
4冊の主要著作を発表したのち、2004年からスタンフォード大学科学史教授となる。また同大学ジェンダー研究所（のちクレイマン研究所）所長を2010年まで務める。2009年からスタンフォード大学で「ジェンダード・イノベーション」プロジェクトを創設。その後、欧州委員会や米国立科学財団と連携して同プロジェクトを展開している。
アレクサンダー・フンボルト財団からフンボルト賞を受賞（1999-2000年：歴史部門で全米初の女性受賞者）、米国のグッゲンハイム・フェローシップなどを受賞。ベルギーのブリュッセル自由大学（2013年）、スウェーデンのルンド大学（2017年）、スペインのバレンシア大学（2018年）から名誉博士号を授与された。

## 業績

### 科学とジェンダー
1989年に、ハーバード大学での博士論文をまとめた初の著書『科学史から消された女性たち　アカデミー下の知と創造性』（原題The Mind Has No Sex?: Women in the Origins of Modern Science）を発表。昆虫画家マリア・シビラ・メリアン、自然哲学者マーガレット・キャヴェンディッシュ、物理学者エミリ・デュ・シャトレなど、多くの女性の業績が近代ヨーロッパの科学史から排除されていく背景を明らかにしつつ、科学を根拠とする性差論がどのように確立されていったかを分析した。
第2作『女性を弄ぶ博物学　リンネはなぜ乳房にこだわったのか？』（原題Nature's Body: Gender in the Making of Modern Science）では、18世紀の博物学に当時の性規範や人種主義が色濃く投影されていることを論じ、国際科学社会学会の第2回ルートヴィヒ・フレック賞を受賞した。
現代の科学界に対しては、第3作『ジェンダーは科学を変える!?　医学・霊長類学から物理学・数学まで』（原題Has Feminism Changed Science?）で教育やアカデミアにおけるジェンダーバイアス、ジェンダーギャップの状況を明らかにし、理工系分野の女性研究者育成のための提言を行なった。
以上の3冊については、日本の科学史家でありシービンガーの一連の著作の翻訳を手がけてきた小川眞里子「ロンダ・シービンガーの科学史・科学政策研究」に詳しい。

### 無知学と医療史
またシービンガーは、パートナーである科学史家ロバート・N・プロクターと共に、知の世界における無知という概念に着目した。プロクターは、アメリカのタバコ業界が喫煙の健康リスクを隠してきたことを、つくられた無知の事例として論じた『がんをつくる社会』（平澤正夫訳、共同通信社、原題Cancer wars: How Politics Shapes What We Know and Don't Know about Cancer）の著者として知られている。シービンガーとプロクターは、共編著の論文集Agnotologyで、科学史研究におけるアプローチとして「無知学（アグノトロジー）」を提唱した。
第4の著書『植物と帝国　抹殺された中絶薬とジェンダー』（Plants and Empire: Colonial Bioprospecting in the Atlantic World）では、西インド諸島で中絶薬として使用されてきた植物に焦点を当て、中絶をめぐるヨーロッパ社会の無知がどのようにつくられてきたかを論じている。『植物と帝国』に続いて植民地主義下の医療を主題とした『奴隷たちの秘密の薬　18世紀大西洋世界の医療と無知学』（原題Secret Cures of Slaves: People, Plants, and Medicine in the Eighteenth-Century Atlantic World）では、アフリカ、ヨーロッパ、アメリカ大陸における医療知識と、ジェンダー、奴隷制度、人種主義の関係を分析している。

### ジェンダード・イノベーション
2010年代からシービンガーは「ジェンダード・イノベーション」プロジェクトの責任者として精力的に活躍を行なっている。
2013年、欧州議会でジェンダード・イノベーション・プロジェクトの報告を行ない、報告書Gendered Innovations: How Gender Analysis Contributes to Research（European Commission, 2013）が刊行された。2015年には、韓国ソウルで開催されたジェンダー・サミット6：アジア太平洋地域においてジェンダード・イノベーションに関する講演を行なった。2020年には、欧州委員会の専門家グループによる研究をまとめたGendered Innovations 2: How Inclusive Analysis Contributes to Research and Innovation (European Commission, 2020）をイネケ・クリンゲとの共編で作成した。 性差と交差性の分析を通して、ジェンダーに配慮した科学技術のイノベーションをめざす同プロジェクトは国際的な潮流を生み出している。日本でも2022年、お茶の水女子大学に「ジェンダード・イノベーション研究所」が設立された。

## 主要著作
- 『科学史からされた女性たち　アカデミー下の知と創造性』小川眞里子・藤岡伸子・家田貴子訳（工作舎、初版1992、改訂新版2022）The Mind Has No Sex?: Women in the Origins of Modern Science (1989). Harvard University Press.
- 『女性を弄ぶ博物学　リンネはなぜ乳房にこだわったのか？』小川眞里子・財部香枝訳（工作舎、1996）Nature's Body: Gender in the Making of Modern Science (1993). Beacon Press.
- 『ジェンダーは科学を変える!?　医学・霊長類学から物理学・数学まで』小川眞里子・東川佐枝美・外山浩明訳（工作舎、2002）Has Feminism Changed Science? (1999). Harvard University Press.

- 邦訳『植物と帝国　抹殺された中絶薬とジェンダー』小川眞里子・弓削尚子訳（工作舎、2007）Plants and Empire: Colonial Bioprospecting in the Atlantic World (2004). Harvard University Press.
- Londa Schiebinger, ed. Gendered Innovations in Science and Engineering (2008). Stanford University Press.
- Robert N. Proctor and Londa Schiebinger, eds., Agnotology: The Making and Unmaking of Ignorance (2008). Stanford University Press.
- 『奴隷たちの秘密の薬　18世紀大西洋世界の医療と無知学』小川眞里子・鶴田想人・並河葉子訳（工作舎、2024）Secret Cures of Slaves: People, Plants, and Medicine in the Eighteenth-Century Atlantic World(2017). Stanford University Press.